# Jamwonus subcostatus
Jamwonus subcostatus är en skalbaggsart som beskrevs av Edgar von Harold 1879. Jamwonus subcostatus ingår i släktet Jamwonus och familjen långhorningar.
Artens utbredningsområde är:
- Angola.
- Gabon.

Inga underarter finns listade i Catalogue of Life.